# Matthias Franz Gerl
Matthias Franz Gerl (Klosterneuburg, 1712. április 1. – Bécs, 1765. március 13.) Magyarországon Gerl Mátyás néven ismert osztrák építész. A 18-19. században tevékenykedett bécsi építészcsalád sarja volt, Josef Ignaz Gerl nagybátyja.

## Művei
Számos magánházat épített Ausztriában. Elnyerte a bécsi udvari építési igazgatósági és hercegérseki építész rangját. Az általa tervezett középületek közül a legjelentősebbek:
- Allgemeines Krankenhaus (AKH; „Általános Kórház”) Bécsben;
- a Theresianum Katonai Akadémia átépítése 1754-től
- a Cseh Udvari Kancellária (Böhmische Hofkanzlei) bővítése (közreműködő).

Egyházi épületek egész sorát tervezte, illetve építette. Így például:
- oberlaai plébániatemplom (Bécs), 1744;
- neulerchenfeldi templom homlokzata (Bécs);
- a bécsi Maria Treu piarista templom befejező munkálatai, 1751-től.

A legjelentősebb magyarországi munkája az 1748–56 (más források szerint 1747–1760) között felépült egri Vármegyeháza. Az U alakú, kétemeletes középület homlokzatán helyet kapott az építtető Barkóczy Ferenc püspök címere is. Az udvaron álló, egykori börtönépületet unokaöccse, Josef Ignaz Gerl tervezte.
Egyéb munkái Magyarországon:
- a fertőrákosi püspöki kastély utolsó nagy átépítése, mai arculatának kialakítása (1745-től).

## Emlékezete
Egerben utcát neveztek el róla (Gerl Mátyás utca, keskeny gyalogút, alig pár házzal a Centrum áruház Dobó téri bejáratának jobb oldalán).